# فرنسيسكو خافيير عباد
فرنسيسكو خافيير عباد (بالإسبانية: Francisco Javier Abad)‏ هو منافس ألعاب قوى إسباني، ولد في 18 أغسطس 1981 في برغش في إسبانيا.

## وصلات خارجية
- فرنسيسكو خافيير عباد على موقع الاتحاد الدولي لألعاب القوى (الإنجليزية)